# Kenya a 2008. évi nyári olimpiai játékokon
Kenya a kínai Pekingben megrendezett 2008. évi nyári olimpiai játékok egyik részt vevő nemzete volt. Az országot az olimpián 5 sportágban 46 sportoló képviselte, akik összesen 14 érmet szereztek.

## Érmesek
| Érem  | Versenyző         | Sportág  | Versenyszám          |
| ----- | ----------------- | -------- | -------------------- |
| Arany | Wilfred Bungei    | Atlétika | Férfi 800 m          |
| Arany | Asbel Kiprop      | Atlétika | Férfi 1500 m         |
| Arany | Samuel Wanjiru    | Atlétika | Férfi maraton        |
| Arany | Brimin Kipruto    | Atlétika | Férfi 3000 m akadály |
| Arany | Pamela Jelimo     | Atlétika | Női 800 m            |
| Arany | Nancy Langat      | Atlétika | Női 1500 m           |
| Ezüst | Eliud Kipchoge    | Atlétika | Férfi 5000 m         |
| Ezüst | Janeth Jepkosgei  | Atlétika | Női 800 m            |
| Ezüst | Catherine Ndereba | Atlétika | Női maraton          |
| Ezüst | Eunice Jepkorir   | Atlétika | Női 3000 m akadály   |
| Bronz | Alfred Kirwa Yego | Atlétika | Férfi 800 m          |
| Bronz | Edwin Soi         | Atlétika | Férfi 5000 m         |
| Bronz | Micah Kogo        | Atlétika | Férfi 10 000 m       |
| Bronz | Richard Mateelong | Atlétika | Férfi 3000 m akadály |

## Atlétika
Férfi

| Versenyző         | Versenyszám     | Előfutam | Előfutam | Előfutam | Elődöntő | Elődöntő | Elődöntő | Döntő         | Döntő         |
| Versenyző         | Versenyszám     | Idő      | Hely.    | Össz.    | Idő      | Hely.    | Össz.    | Idő           | Helyezés      |
| ----------------- | --------------- | -------- | -------- | -------- | -------- | -------- | -------- | ------------- | ------------- |
| Vincent Mumo      | 400 m           | 46,79    | 7.       | 48.      | kiesett  | kiesett  | kiesett  | kiesett       | kiesett       |
| Wilfred Bungei    | 800 m           | 1:44,90  | 1. Q     | 1.       | 1:46,23  | 1. Q     | 10.      | 1:44,65       |               |
| Boaz Lalang       | 800 m           | 1:45,72  | 2. Q     | 5.       | 1:45,87  | 3.       | 8.       | kiesett       | kiesett       |
| Alfred Kirwa Yego | 800 m           | 1:46,04  | 2. Q     | 13.      | 1:44,73  | 1. Q     | 1.       | 1:44,82       |               |
| Augustine Choge   | 1500 m          | 3:35,47  | 2. Q     | 2.       | 3:37,54  | 3. Q     | 7.       | 3:35,50       | 9.            |
| Asbel Kiprop      | 1500 m          | 3:41,28  | 1. Q     | 26.      | 3:37,04  | 1. Q     | 1.       | 3:33,11       |               |
| Nicholas Kemboi   | 1500 m          | 3:41,56  | 11.      | 28.*     | kiesett  | kiesett  | kiesett  | kiesett       | kiesett       |
| Eliud Kipchoge    | 5000 m          | 13:37,50 | 2. Q     | 2.       |          |          |          | 13:02,80      |               |
| Thomas Longosiwa  | 5000 m          | 13:41,30 | 4. Q     | 10.      |          |          |          | 13:31,34      | 12.           |
| Edwin Soi         | 5000 m          | 13:46,41 | 1. Q     | 16.      |          |          |          | 13:06,22      |               |
| Micah Kogo        | 10 000 m        |          |          |          |          |          |          | 27:04,11      |               |
| Moses Masai       | 10 000 m        |          |          |          |          |          |          | 27:04,11      | 4.            |
| Martin Mathathi   | 10 000 m        |          |          |          |          |          |          | 27:08,25      | 7.            |
| Luke Kibet        | Maraton         |          |          |          |          |          |          | nem ért célba | nem ért célba |
| Martin Lel        | Maraton         |          |          |          |          |          |          | 2:10:24       | 5.            |
| Samuel Wanjiru    | Maraton         |          |          |          |          |          |          | 2:06:32 (OR)  |               |
| David Kimutai     | 20 km gyaloglás |          |          |          |          |          |          | 1:22:21       | 19.           |
| Ezekiel Kemboi    | 3000 m akadály  | 8:17,55  | 4. Q     | 4.       |          |          |          | 8:16,38       | 7.            |
| Brimin Kipruto    | 3000 m akadály  | 8:23,53  | 2. Q     | 16.      |          |          |          | 8:10,34       |               |
| Richard Mateelong | 3000 m akadály  | 8:19,87  | 2. Q     | 9.       |          |          |          | 8:11,01       |               |

Női

| Versenyző         | Versenyszám    | Előfutam      | Előfutam      | Előfutam      | Elődöntő | Elődöntő | Elődöntő | Döntő        | Döntő    |
| Versenyző         | Versenyszám    | Idő           | Hely.         | Össz.         | Idő      | Hely.    | Össz.    | Idő          | Helyezés |
| ----------------- | -------------- | ------------- | ------------- | ------------- | -------- | -------- | -------- | ------------ | -------- |
| Elizabeth Muthuka | 400 m          | nem indult el | nem indult el | nem indult el | kiesett  | kiesett  | kiesett  | kiesett      | kiesett  |
| Pamela Jelimo     | 800 m          | 2:03,18       | 1. Q          | 30.           | 1:57,31  | 1. Q     | 2.       | 1:54.87 (AR) |          |
| Janeth Jepkosgei  | 800 m          | 1:59,72       | 1. Q          | 5.            | 1:57,28  | 1. Q     | 1.       | 1:56,07      |          |
| Irene Jelagat     | 1500 m         | 4:09,92       | 9.            | 18.           |          |          |          | kiesett      | kiesett  |
| Viola Kibiwot     | 1500 m         | 4:15,62       | 5.            | 25.           |          |          |          | kiesett      | kiesett  |
| Nancy Langat      | 1500 m         | 4:03,02       | 1. Q          | 1.            |          |          |          | 4:00,23      |          |
| Vivian Cheruiyot  | 5000 m         | 14:57,27      | 2. Q          | 2.            |          |          |          | 15:46,32     | 5.       |
| Priscah Cherono   | 5000 m         | 14:58,07      | 4. Q          | 4.            |          |          |          | 15:51,78     | 11.      |
| Sylvia Kibet      | 5000 m         | 15:10,37      | 2. Q          | 9.            |          |          |          | 15:44,96     | 4.       |
| Linet Masai       | 10 000 m       |               |               |               |          |          |          | 30:26,50     | 4.       |
| Lucy Wangui       | 10 000 m       |               |               |               |          |          |          | 30:39,96     | 7.       |
| Peninah Arusei    | 10 000 m       |               |               |               |          |          |          | 31:39,87     | 18.      |
| Martha Komu       | Maraton        |               |               |               |          |          |          | 2:27:23      | 5.       |
| Salina Kosgei     | Maraton        |               |               |               |          |          |          | 2:29:28      | 10.      |
| Catherine Ndereba | Maraton        |               |               |               |          |          |          | 2:27:06      |          |
| Ruth Bosibori     | 3000 m akadály | 9:19,75       | 2. Q          | 2.            |          |          |          | 9:17,35      | 6.       |
| Eunice Jepkorir   | 3000 m akadály | 9:21,31       | 1. Q          | 3.            |          |          |          | 9:07,41      |          |
| Veronica Nyaruai  | 3000 m akadály | 10:01,69      | 12.           | 41.           |          |          |          | kiesett      | kiesett  |

* – egy másik versenyzővel azonos időeredményt ért el

OR – Olimpiai rekord

AR – Afrika rekord

## Evezés
Férfi

| Versenyző             | Versenyszám  | Előfutam | Előfutam | Középdöntő | Középdöntő | Elődöntő | Elődöntő | Elődöntő | Döntő | Döntő   | Döntő | Helyezés |
| Versenyző             | Versenyszám  | Idő      | Hely.    | Idő        | Hely.      | Típus    | Idő      | Hely.    | Típus | Idő     | Hely. | Helyezés |
| --------------------- | ------------ | -------- | -------- | ---------- | ---------- | -------- | -------- | -------- | ----- | ------- | ----- | -------- |
| Mathew Lidaywa Mwange | Egypárevezős | 8:16,09  | 6.       |            |            | E/F      | 7:49,17  | 4.       | F     | 7:52,59 | 1.    | 30.      |

## Ökölvívás
| Versenyző       | Versenyszám  | Selejtező                          | Nyolcaddöntő      | Negyeddöntő       | Elődöntő          | Döntő             | Helyezés |
| Versenyző       | Versenyszám  | Ellenfél Eredmény                  | Ellenfél Eredmény | Ellenfél Eredmény | Ellenfél Eredmény | Ellenfél Eredmény | Helyezés |
| --------------- | ------------ | ---------------------------------- | ----------------- | ----------------- | ----------------- | ----------------- | -------- |
| Suleiman Bilali | Papírsúly    | Winston Méndez Montero (DOM) · 3-9 | kiesett           | kiesett           | kiesett           | kiesett           | 17.      |
| Bernard Irungu  | Légsúly      | To'lashboy Doniyorov (UZB) · 1-10  | kiesett           | kiesett           | kiesett           | kiesett           | 17.      |
| Nick Okoth      | Pehelysúly   | Arturo Santos Reyes (MEX) · 2-6    | kiesett           | kiesett           | kiesett           | kiesett           | 17.      |
| Aziz Ali        | Félnehézsúly | Bahram Muzaffer (TUR) · 3-8        | kiesett           | kiesett           | kiesett           | kiesett           | 17.      |

## Taekwondo
Férfi

| Versenyző       | Versenyszám | Nyolcaddöntő           | Negyeddöntő       | Elődöntő          | Vigaszág elődöntő | Bronz- mérkőzés   | Döntő             | Helyezés |
| Versenyző       | Versenyszám | Ellenfél Eredmény      | Ellenfél Eredmény | Ellenfél Eredmény | Ellenfél Eredmény | Ellenfél Eredmény | Ellenfél Eredmény | Helyezés |
| --------------- | ----------- | ---------------------- | ----------------- | ----------------- | ----------------- | ----------------- | ----------------- | -------- |
| Dickson Wamwiri | Légsúly     | Chu Mu-Yen (TPE) · 0-7 | kiesett           | kiesett           |                   |                   |                   | 11.      |

Női

| Versenyző    | Versenyszám | Nyolcaddöntő            | Negyeddöntő       | Elődöntő          | Vigaszág elődöntő          | Bronz- mérkőzés             | Döntő             | Helyezés |
| Versenyző    | Versenyszám | Ellenfél Eredmény       | Ellenfél Eredmény | Ellenfél Eredmény | Ellenfél Eredmény          | Ellenfél Eredmény           | Ellenfél Eredmény | Helyezés |
| ------------ | ----------- | ----------------------- | ----------------- | ----------------- | -------------------------- | --------------------------- | ----------------- | -------- |
| Milka Akinyi | Légsúly     | Vu Csing-jü (CHN) · 0-7 |                   |                   | Hanna Zajc (SWE) · 2-2 SUP | Dalia Contreras (VEN) · 0-1 |                   | 5.       |

SUP – döntő fölény

## Úszás
Férfi

| Versenyző     | Versenyszám    | Előfutam | Előfutam | Előfutam | Elődöntő | Elődöntő | Elődöntő | Döntő   | Döntő    |
| Versenyző     | Versenyszám    | Idő      | Hely.    | Össz.    | Idő      | Hely.    | Össz.    | Idő     | Helyezés |
| ------------- | -------------- | -------- | -------- | -------- | -------- | -------- | -------- | ------- | -------- |
| David Dunford | 50 m gyors     | 22,29    | 1.       | 20.      | kiesett  | kiesett  | kiesett  | kiesett | kiesett  |
| Jason Dunford | 100 m gyors    | 49,06    | 1.       | 24.      | kiesett  | kiesett  | kiesett  | kiesett | kiesett  |
| Jason Dunford | 100 m pillangó | 51,14    | 1.       | 4.       | 51,33    | 3.       | 5.       | 51,47   | 5.       |